# Tęczowy Piątek

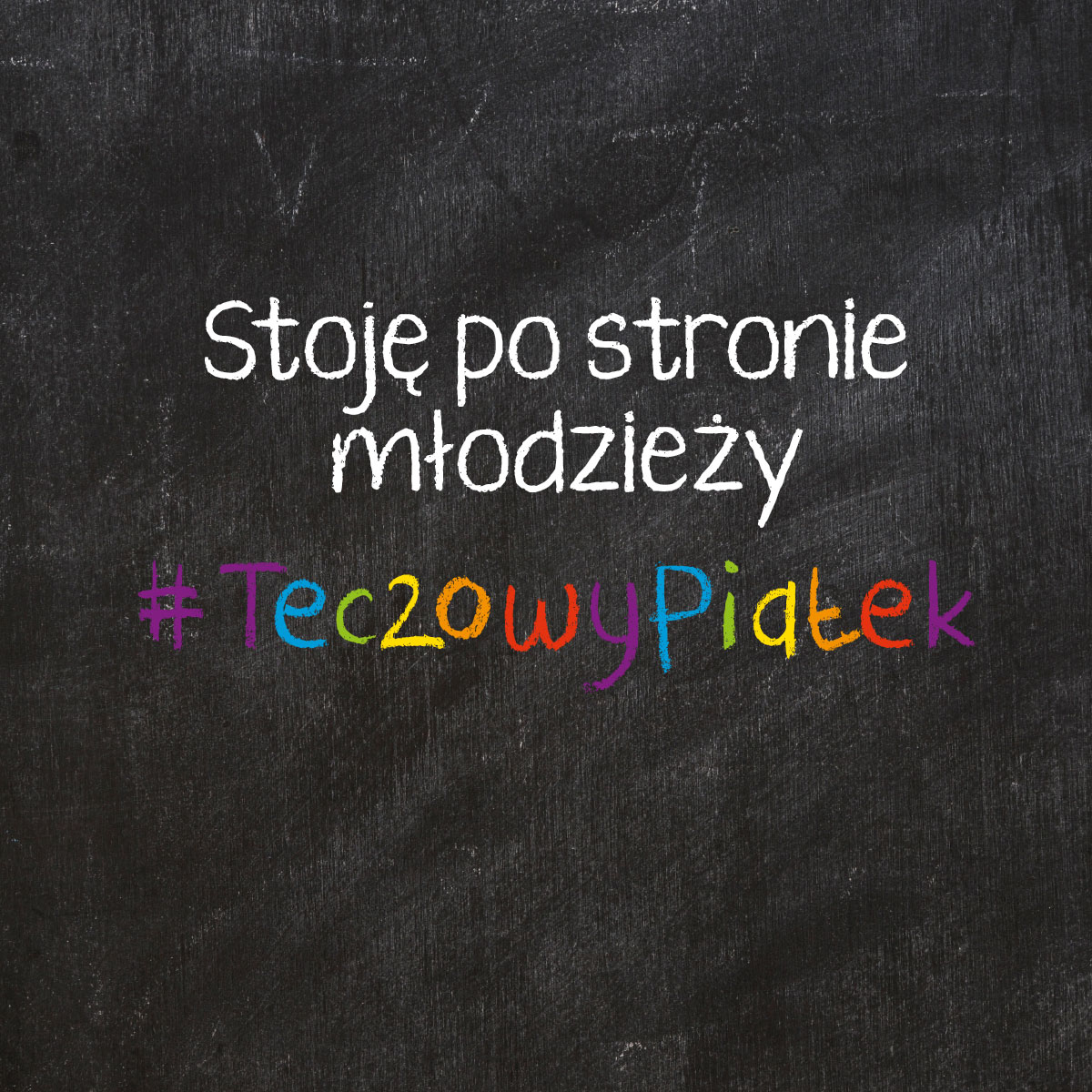
Plakat „Tęczowego Piątku”

Tęczowy Piątek – akcja zainicjowana przez Kampanię Przeciw Homofobii w celu okazania solidarności z młodzieżą LGBTQI i wspierania jej w środowisku szkolnym. Akcja ma pokazać, że dana szkoła to miejsce bezpieczne i przyjazne dla każdej młodej osoby, niezależnie od orientacji seksualnej, tożsamości płciowej czy cech płciowych. Kampania pierwszy raz wystartowała 28 października 2016 roku i od tamtej pory organizowana jest co roku w ostatni piątek października. Od 2023 roku akcja organizowana jest przez Fundację GrowSPACE.

## Opis

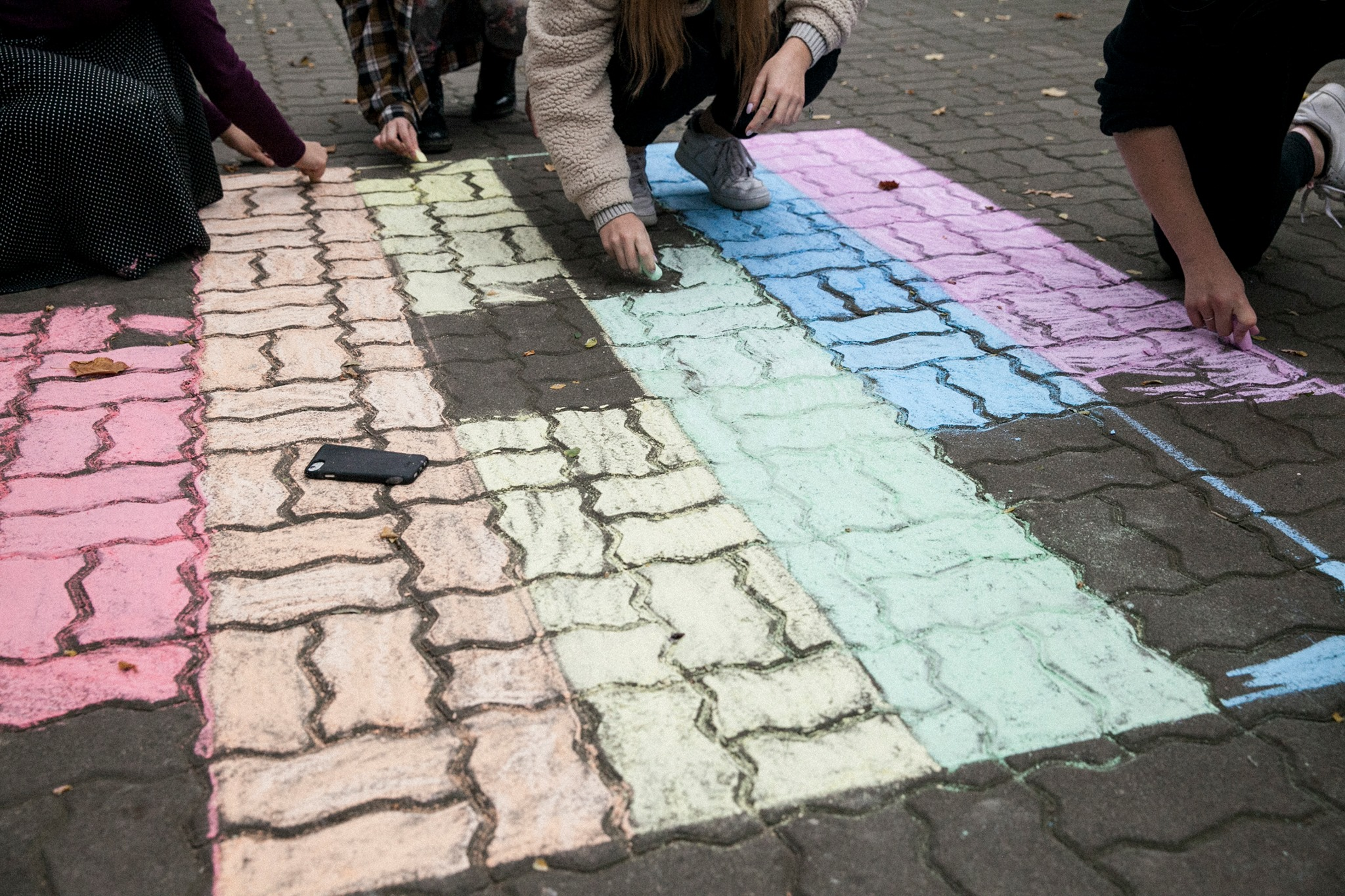
Flaga LGBT malowana przez młodzież podczas „Tęczowego Piątku”

W obawie przed brakiem akceptacji i przemocą wiele uczniów, uczennic i osób uczniowskich  LGBTQI ukrywa swoją orientację seksualną, tożsamość płciową czy zróżnicowanie cech płciowych w szkole. Akcja „Tęczowy Piątek” ma na celu okazanie solidarności z osobami LGBTQI. Podczas „Tęczowego Piątku” wsparcie osobom LGBTQI można okazać na przykład: ubierając się w tęczowe kolory, przypinając tęczową przypinkę, organizując lekcję na temat tolerancji i problemów społeczności LGBTQI, wieszając plakat informujący o akcji i organizując warsztaty czy rozmowy z osobami, które mierzą się z problemem agresji i nietolerancji.

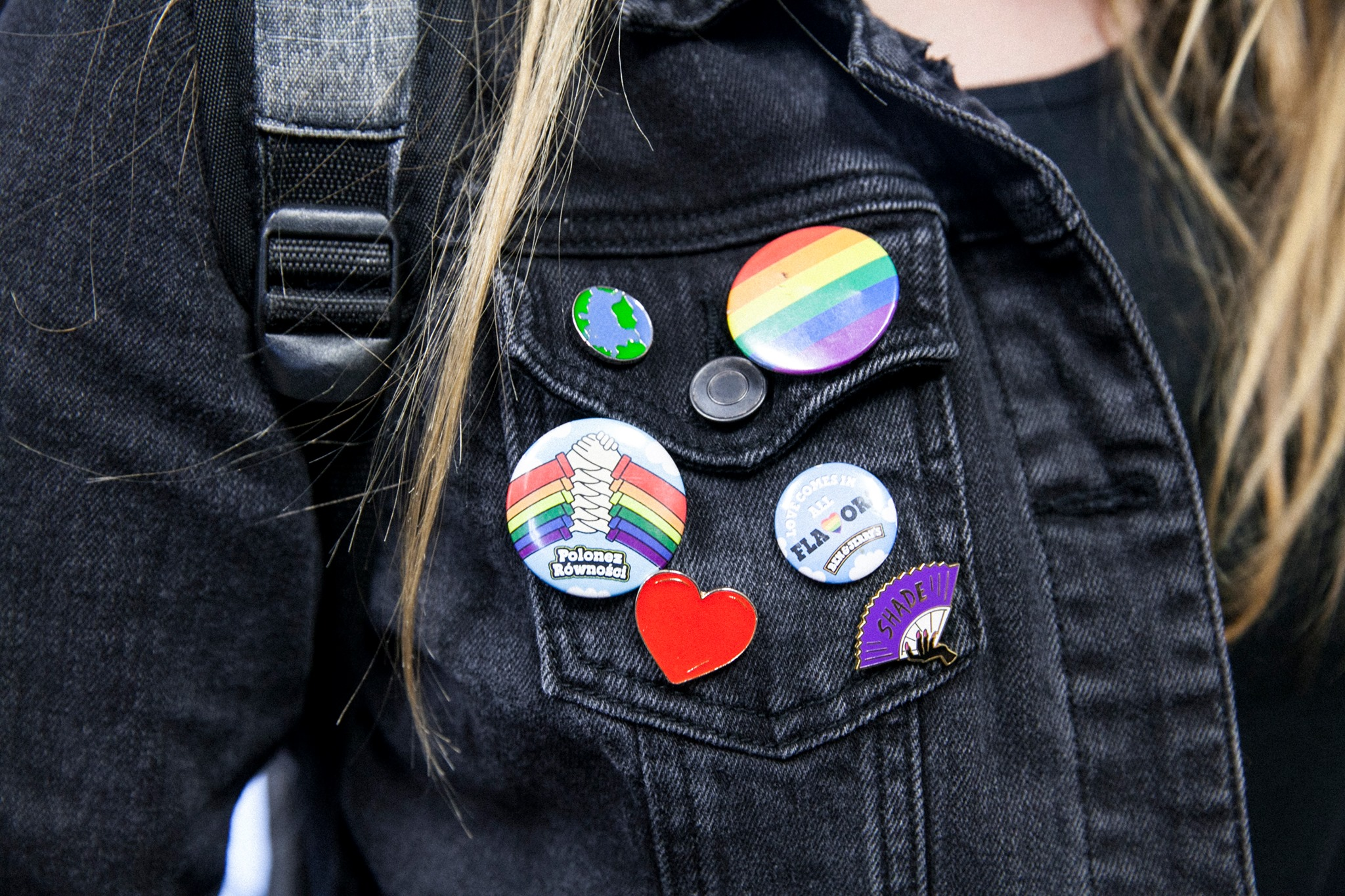
„Tęczowy Piątek”- znaczki i przypinki

### Poprzednie edycje
Pierwsza edycja „Tęczowego Piątku” odbyła się 28 października 2016 roku. W akcji wzięło udział 75 szkół.
W 2018 roku w akcji wzięło udział ponad 200 szkół, w tym 22 z Warszawy. W 2019 roku nie uzyskano danych, ponieważ szkoły nie musiały już oficjalnie zgłaszać chęci udziału. Pomocą w organizacji „Tęczowego Piątku” mogły być materiały umieszczone na stronie KPH.

### Krytyka
W 2018 Ministerstwo Edukacji Narodowej stwierdziło, że inicjatywa Tęczowego Piątku nie mieści się w podstawie programowej i z tego powodu wymagana jest zgoda rodziców na prowadzenie tego typu zajęć. Ministerstwo zapowiedziało także, ze szkoły, w których zorganizowano Tęczowy Piątek, zostaną poddane kontroli, a w przypadku wykrycia nieprawidłowości prowadzone będzie postępowanie dyscyplinarne wobec dyrektorów szkół.
MEN wyraziło też swój sprzeciw inicjatywy KPH, uznając akcję za „sprzeczną z kulturą i tradycją Polski”. W 2019 roku w kontrze do Tęczowego Piątku MEN zainicjował akcję pod hasłem „Szkoła pamięta”, w ramach której uczniowie i nauczyciele mieli uczestniczyć w działaniach upamiętniających ważne postaci i wydarzenia.

### Wsparcie
Akcję publicznie wspierają polscy artyści, politycy, aktywiści i duchowni. Podczas czwartej edycji głos zabrały gwiazdy występujące w spocie promującym akcję „Stoję po stronie młodzieży”, czyli m.in. Majka Jeżowska, Julia Kamińska, Mateusz Janicki i Jacek Poniedziałek. W dniu akcji dołączyli do nich kolejni artyści, w tym m.in. Anja Rubik, Maja Ostaszewska, Julia Wieniawa i Magdalena Cielecka.

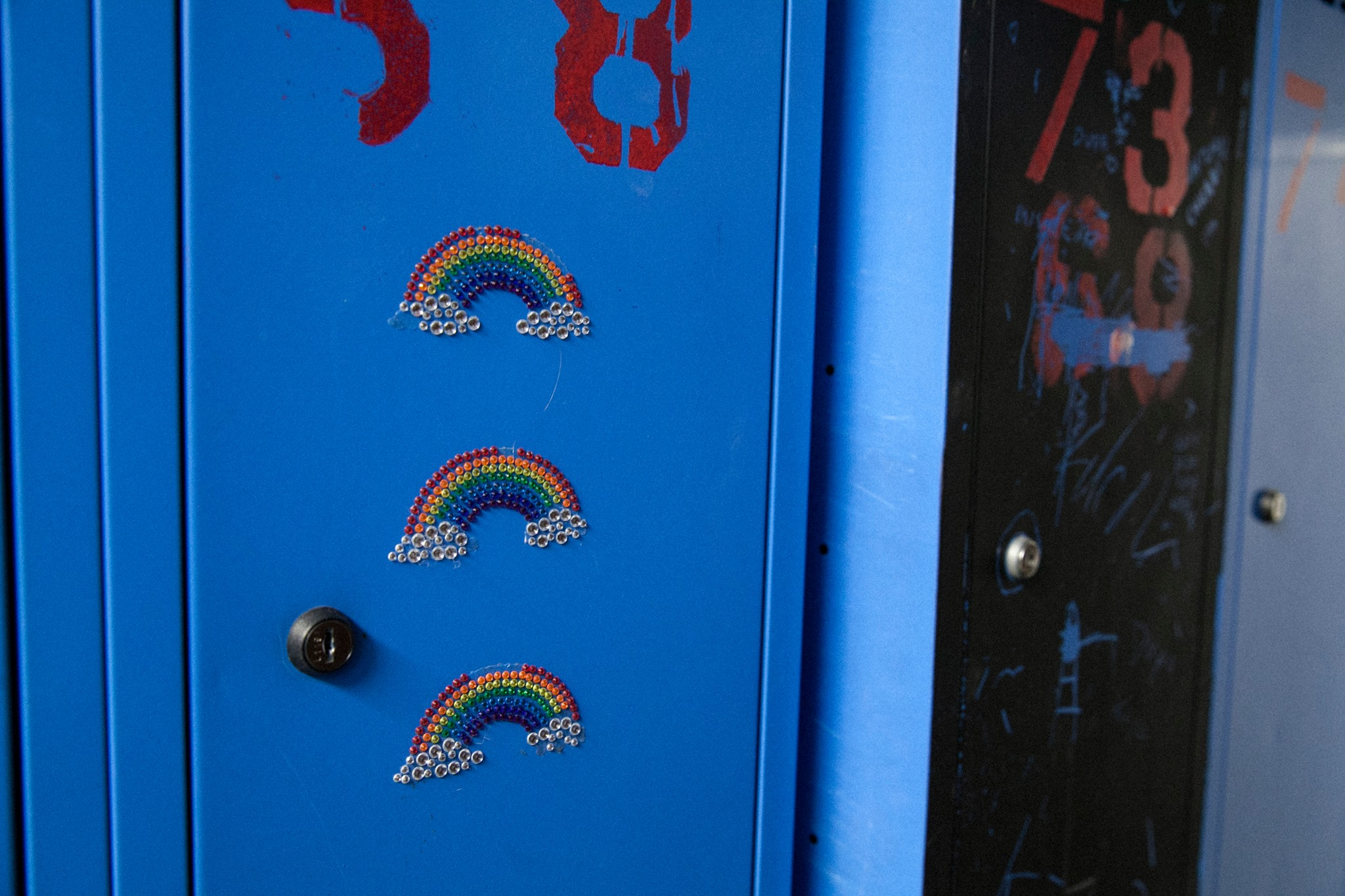
„Tęczowy Piątek” – szafka szkolna udekorowana tęczą

### W mediach
Podczas czwartej edycji akcji, przez 5 godzin hasztag #TęczowyPiątek był najczęściej używanym hasztagiem na polskim Twitterze. Użytek zrobiła z niego głównie młodzież, która za pośrednictwem mediów społecznościowych relacjonowała to, co dzieje się w szkołach wrzucając do sieci zdjęcia i wideo. Kolejną lansującą hasztag #TęczowyPiątek grupą, dzięki czemu uzyskał on pierwsze miejsce w rankingu, byli polityczki i politycy.
Na Facebooku olbrzymią popularnością cieszyła się przygotowana przez KPH nakładka #TęczowyPiątek na zdjęcia profilowe. O szkolnej akcji było głośno również na Instagramie, gdzie po wpisaniu frazy opatrzonej hasztagiem w brzmieniu: #TęczowyPiątek pojawiają się setki zdjęć młodzieży zaangażowanej w kampanię.

### Podobne wydarzenia na świecie
- Day of Silence
- Ally Week(inne języki)